# Nísia Floresta
Nísia Floresta là một đô thị thuộc bang Rio Grande do Norte, Brasil. Đô thị này có diện tích 306,051 km², dân số năm 2007 là 22814 người, mật độ 74,5 người/km².